# Dostpur
Dostpur è una suddivisione dell'India, classificata come nagar panchayat, di 11.877 abitanti, situata nel distretto di Sultanpur, nello stato federato dell'Uttar Pradesh. In base al numero di abitanti la città rientra nella classe IV (da 10.000 a 19.999 persone).

## Geografia fisica
La città è situata a 26° 16' 60 N e 82° 28' 0 E e ha un'altitudine di 80 m s.l.m..

## Società

### Evoluzione demografica
Al censimento del 2001 la popolazione di Dostpur assommava a 11.877 persone, delle quali 6.292 maschi e 5.585 femmine. I bambini di età inferiore o uguale ai sei anni assommavano a 2.175, dei quali 1.141 maschi e 1.034 femmine. Infine, coloro che erano in grado di saper almeno leggere e scrivere erano 6.786, dei quali 3.965 maschi e 2.821 femmine.